# Trunks
Trunks (トランクス Torankusu?) es un personaje de ficción de la serie de manga y anime Dragon Ball de Akira Toriyama. Hizo su primera aparición en el capítulo #331 "El joven misterioso"  (謎の少年 Nazo no Shōnen?), publicado en la revista Shūkan Shōnen Jump el 15 de julio de 1991. Es mitad terrícola y mitad saiyajin (Híbrido Humano-Saiyajin), hijo de Vegeta y Bulma y hermano mayor de Bra en el presente. En el futuro alternativo es el único saiyajin que queda como el héroe de la tierra (y no posee hermanos o hermanas).[cita requerida]
Gracias a la batalla contra Cell perfecto logra superar los poderes del Super Saiyayin ordinario. Este aumento en sus poderes le permite derrotar a los Androides #17 y #18 del futuro con suma facilidad, así como también al Cell del futuro cuando regresa a su línea de tiempo.
Posteriormente evita la aparición de Majin Buu en su línea temporal derrotando a Dábura y Babidi al alcanzar el Super Saiyajin 2.

## Apariencia
A diferencia de la gran mayoría de los saiyajins, Trunks no posee el cabello negro, ya que su madre, Bulma, tiene el cabello de color azul celeste y tiene los ojos azules. Trunks tiene el cabello de color morado claro, al igual que su abuelo materno, el Dr. Brief. Aunque al igual que los guerreros saiyajins, Trunks puede convertirse en un guerrero Super Saiyajin. La primera vez que Trunks apareció en la saga de Dragon Ball, su vestimenta era futurista, con una chaqueta de la Corporación Cápsula, y una espada, con la que asesinó a Freezer.
Trunks es el único personaje canónico que no ha sido diseñado por Toriyama, el aspecto del personaje fue creado por el mangaka Masakazu Katsura, amigo personal y fan de Toriyama, en retribución a la ayuda que este le prestó en la creación de Junta Momonari protagonista de su manga DNA²; siendo esta la razón por la que Trunks comparte muchas similitudes estéticas con personajes de obras como DNA² y Video Girl Ai.

## Dragon Ball Z
Trunks hizo su primera aparición en la saga de Dragon Ball Z, como un guerrero desconocido que apareció en el campo de batalla, derrotando con suma facilidad a Freezer y a su padre, King Cold y también al resto de los soldados que los acompañaban. Trunks viajó por el tiempo llegando al pasado, para traerle a Goku una medicina para el corazón ya que este en el futuro, moriría a consecuencia de una enfermedad cardíaca y también, para informar que iban a aparecer los poderosos androides número 17 y 18 que acabarían con casi todos los seres del planeta. Además, Trunks en el futuro, jamás conoció a su padre, Vegeta, ya que este fue asesinado por los androides. Después de haber viajado al pasado, Trunks viaja a su época en el futuro para informarle a su madre, Bulma, que el viaje había sido todo un éxito, además de haberle entregado la medicina a Gokú, informar sobre la aparición de los androides y finalmente haber podido ver a su padre en vida. Después de un tiempo, Trunks vuelve a viajar al pasado para ayudar a Gokú y sus amigos, a derrotar a los androides y a Cell.
Tras la derrota de Cell y de la muerte de Son Goku a manos de este último, Trunks decide que ya era tiempo de regresar a su línea de tiempo, donde gracias a su entrenamiento que hizo en el pasado, consigue matar fácilmente a los androides #17 y #18 del futuro y consigue restaurar la paz en el futuro, sin embargo y anuente de todo lo que ocurrió en su viaje al pasado, también se enfrenta al Cell del futuro, el cual estaba dispuesto a robar la máquina del tiempo de Trunks para buscar a los androides en el pasado, sin embargo Trunks consigue matarlo con suma facilidad y logra restaurar ahora de forma definitiva la paz en su mundo.

## Dragon Ball Super
Trunks hizo aparición en la saga de Goku Black en la serie Dragon Ball Super, en donde este suele ser ahora alguien tranquilo y moderado, puede ser muy duro e intransigente cuando se trata de acabar con sus enemigos. Es así que gracias a él, se redujo a "cero" la posibilidad del despertar de Majin Boo del Futuro, manteniendo a raya cualquier amenaza tras destruir a los Androides 17 y 18 del Futuro y por último a Cell del Futuro. En la saga de Goku Black, se da a entender que Trunks solamente deseaba llegar a ser más fuerte con el fin de derrotar a cualquier enemigo que amenace la paz de los Terrícolas y derrotar dichas amenazas era su único objetivo, pero para desgracia de él un nuevo enemigo apareció en su línea de tiempo conocido como Goku Black, el cual aniquiló a la mitad de los terrícolas y convierte toda su línea de tiempo en un infierno nuevamente, al quedarse sin esperanzas la Bulma del futuro carga el combustible necesario para la máquina del tiempo de Trunks, pero en pleno escape con el combustible esta muere asesinada por Goku Black forzando a Trunks a escapar del laboratorio, pero poco después se enfrenta a Goku Black y es incapaz de derrotarlo debido a su poder, justo cuando estaba a punto de ser eliminado es rescatado por Mai y Trunks sin tiempo que perder corre hasta las ruinas de su casa y escapa en la máquina del tiempo. Tras su llegada al presente Vegeta le dice a Trunks que él no debe entrenar solo cuando aparezca un nuevo enemigo, sino su objetivo primordial debe ser el entrenamiento diario para ser más fuerte a pesar de estar en tiempos de paz, porque él nunca sabría cuándo podría aparecer un enemigo más fuerte y más peligroso que el anterior. Esto hizo que Trunks se diera cuenta de la razón detrás del deseo de Vegeta por el entrenamiento excesivo, y también le hace una promesa a su padre, no solo derrotaría a Goku Black, sino se volvería más fuerte de lo que nunca fue antes para proteger el futuro.
En el nuevo encuentro con Goku Black y Zamas del futuro, tras ver a Goku y Vegeta derrotados y los villanos acusándolo de pecador y que por "causa suya los humanos se condenaron a su exterminación" y por tener la osadía de construir una máquina del tiempo que claramente violaba las reglas de los dioses, Trunks adquiere un nuevo estado (Super Saiyajin Rage) debido a su poder oculto y e ira combinadas, igualando temporalmente a Goku Black en su estado Super Saiyajin Rosé de manera que logra contenerlo a este y a Zamas, para que Goku, Vegeta y Bulma escapen al pasado e ideen una nueva estrategia.
Posee una relación muy cercana con Mai del Futuro, siendo sobreprotector con ella, como cuando pensó que Goku Black la había matado, se enfureció y atacó con furia al enemigo. Tras volver al futuro con la máquina del tiempo nuevamente y saber que Mai sobrevivió, se mostró aliviado y con lágrimas de alegría. Él ha salvado su vida en varias ocasiones e incluso se "besaron" cuando Trunks le suministro una Semilla Senzu para auxiliarla (a modo de RCP). También la consoló después de que se enfureció con Zamas por haber exterminando a los Terrícolas, se da entender que Trunks y Mai se han enamorado profundamente, aunque cómicamente cuando alguien menciona la posibilidad de que estén en una relación amorosa, Trunks y Mai lo niegan mientras se ruborizan al mismo tiempo.
Al final, después de irse con Mai en la Máquina del tiempo Trunks sintió una inmensa decepción de sí mismo por no poder salvar a su Línea de tiempo del futuro. Son Gohan aparece volando para despedirse y desearle buena suerte, lo que evocó en Trunks los tiempos que pasó con su maestro Son Gohan del futuro, causando que Trunks se anime nuevamente y espere proteger a todos en la nueva línea de tiempo.